# Russula rosea
Russula rosea ou Russula lepida é um fungo que pertence ao gênero de cogumelos Russula na ordem Russulales. Foi descrito cientificamente por Christiaan Hendrik Persoon em 1796.